# Campioni italiani assoluti di atletica leggera indoor - Salto triplo femminile
Questa pagina raccoglie un elenco di tutte le campionesse italiane dell'atletica leggera nel salto triplo indoor, specialità introdotta ai campionati italiani assoluti di atletica leggera indoor a partire dall'edizione del 1991 e attualmente ancora parte del programma della manifestazione.

## Albo d'oro
| Anno | Atleta (società)                                    | Prestazione |
| ---- | --------------------------------------------------- | ----------- |
| 1991 | Luisa Celesia CUS Catania                           | 12,77 m     |
| 1992 | Loredana Rossi CUS Palermo                          | 13,18 m     |
| 1993 | Loredana Rossi CUS Palermo                          | 13,21 m     |
| 1994 | Barbara Lah Rolo Banca Friuli Udine                 | 13,32 m     |
| 1995 | Barbara Lah Rolo Libertas Udine                     | 13,57 m     |
| 1996 | Barbara Lah Snam                                    | 13,42 m     |
| 1997 | Maria Costanza Moroni CUS Catania                   | 13,58 m     |
| 1998 | Barbara Lah Snam                                    | 13,79 m     |
| 1999 | Barbara Lah Snam                                    | 13,91 m     |
| 2000 | Barbara Lah Snam                                    | 13,50 m     |
| 2001 | Silvia Biondini Gruppo Sportivo Forestale           | 13,72 m     |
| 2002 | Silvia Biondini Gruppo Sportivo Forestale           | 13,66 m     |
| 2003 | Magdelín Martínez Atletica 2000 Milano              | 14,46 m     |
| 2004 | Simona La Mantia Gruppi Sportivi Fiamme Gialle      | 14,25 m     |
| 2005 | Magdelín Martínez Assindustria Sport Padova         | 14,52 m     |
| 2006 | Simona La Mantia Gruppi Sportivi Fiamme Gialle      | 14,24 m     |
| 2007 | Francesca Carlotto Gruppo Sportivo Fiamme Azzurre   | 13,40 m     |
| 2008 | Magdelín Martínez Assindustria Sport Padova         | 14,03 m     |
| 2009 | Magdelín Martínez Assindustria Sport Padova         | 14,28 m     |
| 2010 | Magdelín Martínez Assindustria Sport Padova         | 13,94 m     |
| 2011 | Simona La Mantia Gruppi Sportivi Fiamme Gialle      | 14,33 m     |
| 2012 | Simona La Mantia Gruppi Sportivi Fiamme Gialle      | 14,05 m     |
| 2013 | Simona La Mantia Gruppi Sportivi Fiamme Gialle      | 14,06 m     |
| 2014 | Simona La Mantia Gruppi Sportivi Fiamme Gialle      | 13,73 m     |
| 2015 | Dariya Derkach Centro Sportivo Aeronautica Militare | 13,84 m     |
| 2016 | Simona La Mantia Gruppi Sportivi Fiamme Gialle      | 13,57 m     |
| 2017 | Dariya Derkach Centro Sportivo Aeronautica Militare | 14,05 m     |
| 2018 | Ottavia Cestonaro Centro Sportivo Carabinieri       | 13,47 m     |
| 2019 | Francesca Lanciano Alteratletica Locorotondo        | 13,57 m     |
| 2020 | Dariya Derkach Centro Sportivo Aeronautica Militare | 13,40 m     |
| 2021 | Dariya Derkach Centro Sportivo Aeronautica Militare | 13,82 m     |
| 2022 | Dariya Derkach Centro Sportivo Aeronautica Militare | 14,26 m     |
| 2023 | Dariya Derkach Centro Sportivo Aeronautica Militare | 14,12 m     |